# Corpus Scriptorum Ecclesiasticorum Latinorum
Corpus Scriptorum Ecclesiasticorum Latinorum (CSEL) naukowa seria publikująca krytyczne wydania łacińskich dzieł Ojców Kościoła. Seria ta jest publikowana przez CSEL działający przy Uniwersytecie w Salzburgu.

## Opis
CSEL został rozpoczęty w 1864 r. z zastosowaniem badań krytyki tekstualnej, polegających na porównaniu wszystkich istniejących kopii danego dzieła. Na CSEL od roku 1866 publikowane są dzieła Pisarzy Kościoła Zachodniego, poczynając od II wieku (Tertulian) do początków wieku VIII (Beda Czcigodny, † 735) na podstawie zachowanych rękopisów.
Edycja tych publikacji jest przygotowana  przez pracowników  CSEL lecz również  przez międzynarodowych znawców dziedziny i po dokładnym sprawdzeniu, zostanie wydana przez Wydawnictwo De Gruyter (do roku 2012 Wydawnictwo Austriackiej Akademii Nauk). Aby uniknąć powielania wysiłków, CSEL prowadzi internetową bazę danych "Edenda". Również, aby ułatwić czasochłonny proces wyszukiwania rękopisów, CSEL opublikował katalog szczególnie bogato zachowanych dzieł św. Augustyna ("Die handschriftliche Überlieferung der Werke des heiligen Augustinus"). Poza kolejnością czasami wydawane są również monografie dotyczące zagadnień łacińskiej epoki patrystycznej  jak i teksty z konferencji naukowych czy wykładów ("CSEL Extra seriem").
Niektóre z wydań CSEL zostały zastąpione przez serię Corpus Christianorum, a inne zostały włączone do wydania elektronicznego Corpus Christianorum –  CETEDOC Library of Christian Latin Texts (CLCLT), które zostało później poszerzone o Library of Latin Texts Online wydawnictwa Brepols z Turnhout.